# Список округов Вайоминга
Штат Вайоминг включает в себя 23 округа. 
Изначально Территория Вайоминг состояла из пяти округов: Ларами и Картер (образованных в 1867 году), Карбон и Олбани (1868 год) и округа Уинта, территория которого была сформирована из частей округов штатов Юта и Айдахо и заняла территорию от границы штата Монтана (включая часть Йеллоустонского национального парка) до границы со штатом Юта. 10 июля 1890 года Вайоминг с тринадцатью округами вошёл в состав Соединённых Штатов Америки.
В течение всей истории штата три его округа меняли свои названия. 1 декабря 1869 года округ Картер был переименован в округ Суитуотер, в 1879 году сменил своё название на «Джонсон» образованный в 1875 году округ Пис, и, наконец, в 1911 году спустя всего семь дней после образования округа Гановер он был переименован в округ Уошэки.
Согласно федеральному стандарту обработки информации (FIPS), каждый округ штата имеет собственный пятизначный код, который состоит из кода штата (56 для Вайоминга) и трёхзначного кода округа. В нижеприведённой таблице ссылка с кода в таблице ведёт на страницу результатов переписи населения для каждого округа штата Вайоминг.

## Список округов
| Округ       | FIPS | Столица    | Основан | Образован из                      | Назван в честь                                                                  | Население | Площадь    | Карта                             |
| Олбани      | 001  | Ларами     | 1868    | Один из пяти первых округов       | Город Олбани                                                                    | 32 014    | 11 070 км² | Округ Олбани на карте штата.      |
| Биг-Хорн    | 003  | Бейсин     | 1896    | округа Шеридан, Джонсон и Фримонт | Горный хребет Биг-Хорн                                                          | 11 461    | 8125 км²   | Округ Биг-Хорн на карте штата.    |
| Кэмпбелл    | 005  | Джиллетт   | 1911    | округа Вестон и Крук              | Первый губернатор Территории Вайоминг Джон Аллен Кэмпбелл (1835-1880)           | 33 698    | 12 424 км² | Округ Кэмпбелл на карте штата.    |
| Карбон      | 007  | Роулинс    | 1868    | Один из первых пяти округов       | Богатые месторождения угля                                                      | 15 639    | 20 453 км² | Округ Карбон на карте штата.      |
| Конверс     | 009  | Дуглас     | 1888    | округа Олбани и Ларами            | Банкир А. Р. Конверс, уроженец Шайенна                                          | 12 052    | 11 020 км² | Округ Конверс на карте штата.     |
| Крук        | 011  | Сандэнс    | 1875    | округа Олбани и Ларами            | Генерал Джордж Крук (1828-1890)                                                 | 5887      | 7405 км²   | Округ Крук на карте штата.        |
| Фримонт     | 013  | Ландер     | 1884    | округ Суитуотер                   | Исследователь и бывший сенатор США от штата Калифорния Джон Фримонт (1813-1890) | 35 804    | 23 784 км² | Округ Фримонт на карте штата.     |
| Гошен       | 015  | Торрингтон | 1911    | округ Ларами                      | Библейский рай Гесем                                                            | 12 538    | 5763 км²   | Округ Гошен на карте штата.       |
| Хот-Спрингс | 017  | Термополис | 1911    | округа Фримонт, Биг-Хорн и Парк   | Жаркое летнее время в Термополисе                                               | 4882      | 5190 км²   | Округ Хот-Спрингс на карте штата. |
| Джонсон     | 019  | Баффало    | 1875    | округа Карбон и Суитуотер         | Юрист Э. П. Джонсон, уроженец Шайенна                                           | 7075      | 10 790 км² | Округ Джонсон на карте штата.     |
| Ларами      | 021  | Шайенн     | 1867    | Один из первый пяти округов       | Французский исследователь и охотник за пушниной Жак Ларами (1785?–1821)         | 81 607    | 6957 км²   | Округ Ларами на карте штата.      |
| Линкольн    | 023  | Кеммерер   | 1911    | округ Уинта                       | Президент США Авраам Линкольн (1809-1865)                                       | 14 573    | 10 539 км² | Округ Линкольн на карте штата.    |
| Натрона     | 025  | Каспер     | 1888    | округ Карбон                      | Месторождения карбоната натрия                                                  | 66 533    | 13 831 км² | Округ Натрона на карте штата.     |
| Найобрэра   | 027  | Ласк       | 1911    | округ Конверс                     | река Найобрэра                                                                  | 2407      | 6801 км²   | Округ Найобрэра на карте штата.   |
| Парк        | 029  | Коди       | 1909    | округ Биг-Хорн                    | Йеллоустонский национальный парк, занимающий значительную площадь округа        | 25 786    | 17 982 км² | Округ Парк на карте штата.        |
| Платт       | 031  | Уитленд    | 1911    | округ Ларами                      | Река Норт-Платт                                                                 | 8807      | 5400 км²   | Округ Платт на карте штата.       |
| Шеридан     | 033  | Шеридан    | 1888    | округ Джонсон                     | генерал Филипп Шеридан                                                          | 26 560    | 6535 км²   | Округ Шеридан на карте штата.     |
| Сублетт     | 035  | Пайндейл   | 1921    | округа Фримонт и Линкольн         | первопроходец Уильям Саблетт                                                    | 5920      | 12 644 км² | Округ Сублетт на карте штата.     |
| Суитуотер   | 037  | Грин-Ривер | 1867    | Один из первых пяти округов       | река Суитуотер                                                                  | 37 613    | 27 003 км² | Округ Суитуотер на карте штата.   |
| Титон       | 039  | Джексон    | 1921    | округ Линкольн                    | горный хребет Титон                                                             | 18 251    | 10 381 км² | Округ Титон на карте штата.       |
| Уинта       | 041  | Эванстон   | 1869    | Один из первых пяти округов       | гора Уинта                                                                      | 19 742    | 5392 км²   | Округ Уинта на карте штата.       |
| Уошэки      | 043  | Уэрленд    | 1911    | округ Биг-Хорн                    | индейский вождь Вашаки (1804-1900)                                              | 8289      | 5802 км²   | Округ Уошэки на карте штата.      |
| Вестон      | 045  | Ньюкасл    | 1890    | Крук                              | железнодорожный магнат Джон Вестон                                              | 6644      | 6211 км²   | Округ Вестон на карте штата.      |